# IEC 60870-5-103
Стандарт ГОСТ Р МЭК 60870-5-103 описывает информационный интерфейс аппаратуры релейной защиты с последовательной
передачей данных двоичными кодами для обмена информацией с системами управления. Является частью группы стандартов МЭК 60870-5.

Полное описание представлено в документах:

IEC 60870-5-103 «Companion standard for the informative interface of protection equipment».

ГОСТ Р МЭК 60870-5-103 «Обобщающий стандарт по информационному интерфейсу для аппаратуры релейной защиты».

### Структура кадра с ASDU
| Начало кадра (Start Frame)               | Начальный символ (0x68)                     |
| Начало кадра (Start Frame)               | Длина пакета (ASDU + 2)                     |
| Начало кадра (Start Frame)               | Длина пакета (ASDU + 2)                     |
| Начало кадра (Start Frame)               | Начальный символ (0x68)                     |
| Начало кадра (Start Frame)               | Байт управления                             |
| Начало кадра (Start Frame)               | Адресное поле (1 байт)                      |
| Идентификатор блока данных               | Идентификатор типа ASDU                     |
| Идентификатор блока данных               | Классификатор переменноной структуры        |
| Идентификатор блока данных               | Причина передачи (COT)                      |
| Идентификатор блока данных               | Адрес ASDU (равен значению в адресном поле) |
| Объект информации (зависит от типа ASDU) | Тип функции (FUN)                           |
| Объект информации (зависит от типа ASDU) | Номер информации (INF)                      |
| Объект информации (зависит от типа ASDU) | Набор элементов инфомации                   |
| Объект информации (зависит от типа ASDU) | Метка времени (опционально)                 |
| Конец кадра                              | Контрольная сумма                           |
| Конец кадра                              | Окончание (0x16)                            |

Начало и конец кадра описаны в МЭК 60870-1 и МЭК 60870-2. Частично описаны на странице МЭК 60870-5.

### Идентификаторы типа ASDU в направлении контроля (от РЗА)
| №  | Описание                                                      |
| -- | ------------------------------------------------------------- |
| 1  | Сообщение с меткой времени                                    |
| 2  | Сообщение с меткой времени в относительном формате            |
| 3  | Измеряемые величины, набор типа 1                             |
| 4  | Измеряемые величины с меткой времени с относительным временем |
| 5  | Сообщение идентификации                                       |
| 6  | Синхронизация времени                                         |
| 8  | Окончание общего опроса                                       |
| 9  | Измеряемые величины, набор типа 2                             |
| 10 | Групповая информация                                          |
| 11 | Групповая идентификация                                       |
| 23 | Список зарегистрированных нарушений                           |
| 26 | Готовность к передаче данных о нарушениях                     |
| 27 | Готовность к передаче канала                                  |
| 28 | Готовность к передаче меток                                   |
| 29 | Передача меток                                                |
| 30 | Передача аварийных значений                                   |
| 31 | Завершение передачи                                           |

| №  | Описание                                   |
| -- | ------------------------------------------ |
| 6  | Синхронизация времени                      |
| 7  | Инициализация общего опроса                |
| 10 | Групповая информация                       |
| 20 | Общая команда                              |
| 21 | Групповая команда                          |
| 24 | Приказ передачи данных о нарушениях        |
| 25 | Подтверждение передачи данных о нарушениях |

### Причины передачи (COT)
| №  | Описание                                                                             |
| -- | ------------------------------------------------------------------------------------ |
| 1  | спорадическая                                                                        |
| 2  | циклическая                                                                          |
| 3  | сброс бита счета кадров (FCB)                                                        |
| 4  | сброс подсистемы связи (CU)                                                          |
| 5  | старт/рестарт                                                                        |
| 6  | включение питания                                                                    |
| 7  | тестовый режим                                                                       |
| 8  | синхронизация времени                                                                |
| 9  | общий опрос                                                                          |
| 10 | завершение общего опроса                                                             |
| 11 | местная операция                                                                     |
| 12 | удаленная операция                                                                   |
| 20 | положительное подтверждение команды                                                  |
| 21 | отрицательное подтверждение команды                                                  |
| 31 | передача данных о неисправностях                                                     |
| 40 | положительное подтверждение групповой команды записи                                 |
| 41 | отрицательное подтверждение групповой команды записи                                 |
| 42 | ответ правильными данными на групповую команду считывания                            |
| 43 | ответ на групповую команду считывания данными, среди которых могут быть неправильные |
| 44 | подтверждение групповой записи                                                       |

| №  | Описание                     |
| -- | ---------------------------- |
| 8  | синхронизация времени        |
| 9  | инициализация общего опроса  |
| 20 | общая команда                |
| 31 | передача данных о нарушениях |
| 40 | групповая команда записи     |
| 42 | групповая команда считывания |

### Типы функции (FUN)
| №      | Описание                                 |
| ------ | ---------------------------------------- |
| 0..127 | Определяется производителем оборудования |
| 128    | Дистанционная защита                     |
| 160    | Максимальная токовая защита              |
| 176    | Дифференциальная защита трансформатора   |
| 192    | Дифференциальная защита линии            |
| 254    | Групповой тип функции                    |
| 255    | Глобальный тип функции                   |

### Номера информации (INF)
| Группа                 | №        | Описание                                                      |
| ---------------------- | -------- | ------------------------------------------------------------- |
| Системные функции      | 0        | конец общего опроса                                           |
| Системные функции      | 0/1      | синхронизация времени (зависит от реализации)                 |
| Системные функции      | 2        | сброс FCB                                                     |
| Системные функции      | 3        | сброс CU                                                      |
| Системные функции      | 4        | старт/рестарт                                                 |
| Системные функции      | 5        | включение питания                                             |
| Состояние              | 16       | АПВ активно                                                   |
| Состояние              | 17       | телезащита активн                                             |
| Состояние              | 18       | защита активна                                                |
| Состояние              | 19       | светодиоды выключены                                          |
| Состояние              | 20       | направление контроля заблокировано                            |
| Состояние              | 21       | тестовый режим                                                |
| Состояние              | 22       | местная установка параметров                                  |
| Состояние              | 23       | характеристика 1                                              |
| Состояние              | 24       | характеристика 2                                              |
| Состояние              | 25       | характеристика 3                                              |
| Состояние              | 26       | характеристика 4                                              |
| Состояние              | 27       | вспомогательный вход 1                                        |
| Состояние              | 28       | вспомогательный вход 2                                        |
| Состояние              | 29       | вспомогательный вход 3                                        |
| Состояние              | 30       | вспомогательный вход 4                                        |
| Контрольная информация | 32       |                                                               |
| Контрольная информация | 33       | контроль измерения напряжений V                               |
| Контрольная информация | 35       | контроль последовательности фаз                               |
| Контрольная информация | 36       | контроль цепи отключения                                      |
| Контрольная информация | 37       | действие резервной защиты I>>                                 |
| Контрольная информация | 38       | повреждение предохранителя VT <*>                             |
| Контрольная информация | 39       | повреждение телезащиты                                        |
| Контрольная информация | 46       | групповое предупреждение                                      |
| Контрольная информация | 47       | групповой аварийный сигнал                                    |
| Замыкание на землю     | 48       | замыкание на землю фазы A                                     |
| Замыкание на землю     | 49       | замыкание на землю фазы B                                     |
| Замыкание на землю     | 50       | замыкание на землю фазы C                                     |
| Замыкание на землю     | 51       | замыкание на землю на линии (впереди)                         |
| Замыкание на землю     | 52       | замыкание на землю на шинах (позади)                          |
| Короткое замыкание     | 64       | запуск защиты, фаза A                                         |
| Короткое замыкание     | 65       | запуск защиты, фаза B                                         |
| Короткое замыкание     | 66       | запуск защиты, фаза C                                         |
| Короткое замыкание     | 67       | запуск защиты, нулевая последовательность                     |
| Короткое замыкание     | 68       | общее отключение                                              |
| Короткое замыкание     | 69       | отключение фазы A                                             |
| Короткое замыкание     | 70       | отключение фазы B                                             |
| Короткое замыкание     | 71       | отключение фазы C                                             |
| Короткое замыкание     | 72       | отключение резервной защитой I>>                              |
| Короткое замыкание     | 73       | расстояние до места короткого замыкания X в Омах              |
| Короткое замыкание     | 74       | повреждение на линии                                          |
| Короткое замыкание     | 75       | повреждение на шинах                                          |
| Короткое замыкание     | 76       | передача сигнала телезащиты                                   |
| Короткое замыкание     | 77       | прием сигнала телезащиты                                      |
| Короткое замыкание     | 78       | зона 1                                                        |
| Короткое замыкание     | 79       | зона 2                                                        |
| Короткое замыкание     | 80       | зона 3                                                        |
| Короткое замыкание     | 81       | зона 4                                                        |
| Короткое замыкание     | 82       | зона 5                                                        |
| Короткое замыкание     | 83       | зона 6                                                        |
| Короткое замыкание     | 84       | общий запуск                                                  |
| Короткое замыкание     | 85       | отказ выключателя                                             |
| Короткое замыкание     | 86       | отключение измерительной системы фазы A                       |
| Короткое замыкание     | 87       | отключение измерительной системы фазы B                       |
| Короткое замыкание     | 88       | отключение измерительной системы фазы C                       |
| Короткое замыкание     | 89       | отключение измерительной системы нулевой последовательности   |
| Короткое замыкание     | 90       | отключение I>                                                 |
| Короткое замыкание     | 91       | отключение I>>                                                |
| Короткое замыкание     | 92       | отключение In>                                                |
| Короткое замыкание     | 93       | отключение In>>                                               |
| АПВ                    | 128      | выключатель включен при помощи АПВ                            |
| АПВ                    | 129      | выключатель включен при помощи АПВ с задержкой                |
| АПВ                    | 130      | АПВ заблокировано                                             |
| Измеряемые величины    | 144      | измерение I                                                   |
| Измеряемые величины    | 145      | измерение I, V                                                |
| Измеряемые величины    | 146      | измерение I, V, P, Q                                          |
| Измеряемые величины    | 147      | измерение In,Ven                                              |
| Измеряемые величины    | 148      | измерение Iabc, Vavc, P, Q, f                                 |
| Не используется        | 160..239 |                                                               |
| Групповые функции      | 240      | считывание заголовков всех определенных групп                 |
| Групповые функции      | 241      | считывание значений или атрибутов всех элементов одной группы |
| Групповые функции      | 242      | не используется                                               |
| Групповые функции      | 243      | считывание директории одного элемента                         |
| Групповые функции      | 244      | считывание значения или атрибута одного элемента              |
| Групповые функции      | 245      | окончание общего опроса групповых данных                      |
| Групповые функции      | 249      | запись элемента с подтверждением                              |
| Групповые функции      | 250      | запись элемента с исполнением                                 |
| Групповые функции      | 251      | запись элемента абортирована                                  |

| Группа            | №       | Описание                                                      |
| ----------------- | ------- | ------------------------------------------------------------- |
| Системные функции | 0       | инициализация общего опроса                                   |
| Системные функции | 0/1     | синхронизация времени (зависит от реализации)                 |
| Общие команды     | 16      | АПВ вкл/отк                                                   |
| Общие команды     | 17      | телезащита вкл/отк                                            |
| Общие команды     | 18      | защита вкл/отк                                                |
| Общие команды     | 19      | выключение светодиодов                                        |
| Общие команды     | 23      | активизировать характеристику 1                               |
| Общие команды     | 24      | активизировать характеристику 2                               |
| Общие команды     | 25      | активизировать характеристику 3                               |
| Общие команды     | 26      | активизировать характеристику 4                               |
| Не используется   | 32..239 |                                                               |
| Групповые функции | 240     | считывание заголовков всех определенных групп                 |
| Групповые функции | 241     | считывание значений или атрибутов всех элементов одной группы |
| Групповые функции | 242     | не используется                                               |
| Групповые функции | 243     | считывание директории одного элемента                         |
| Групповые функции | 244     | считывание значения или атрибута одного элемента              |
| Групповые функции | 245     | общий опрос групповых данных                                  |
| Групповые функции | 248     | запись элемента                                               |
| Групповые функции | 249     | запись элемента с подтверждением                              |
| Групповые функции | 250     | запись элемента с исполнением                                 |
| Групповые функции | 251     | прекращение записи элемента                                   |